# Kriegerdenkmal Velsdorf
Das denkmalgeschützte Kriegerdenkmal im Calvörder Ortsteil Velsdorf befindet sich an der Calvörder Straße.

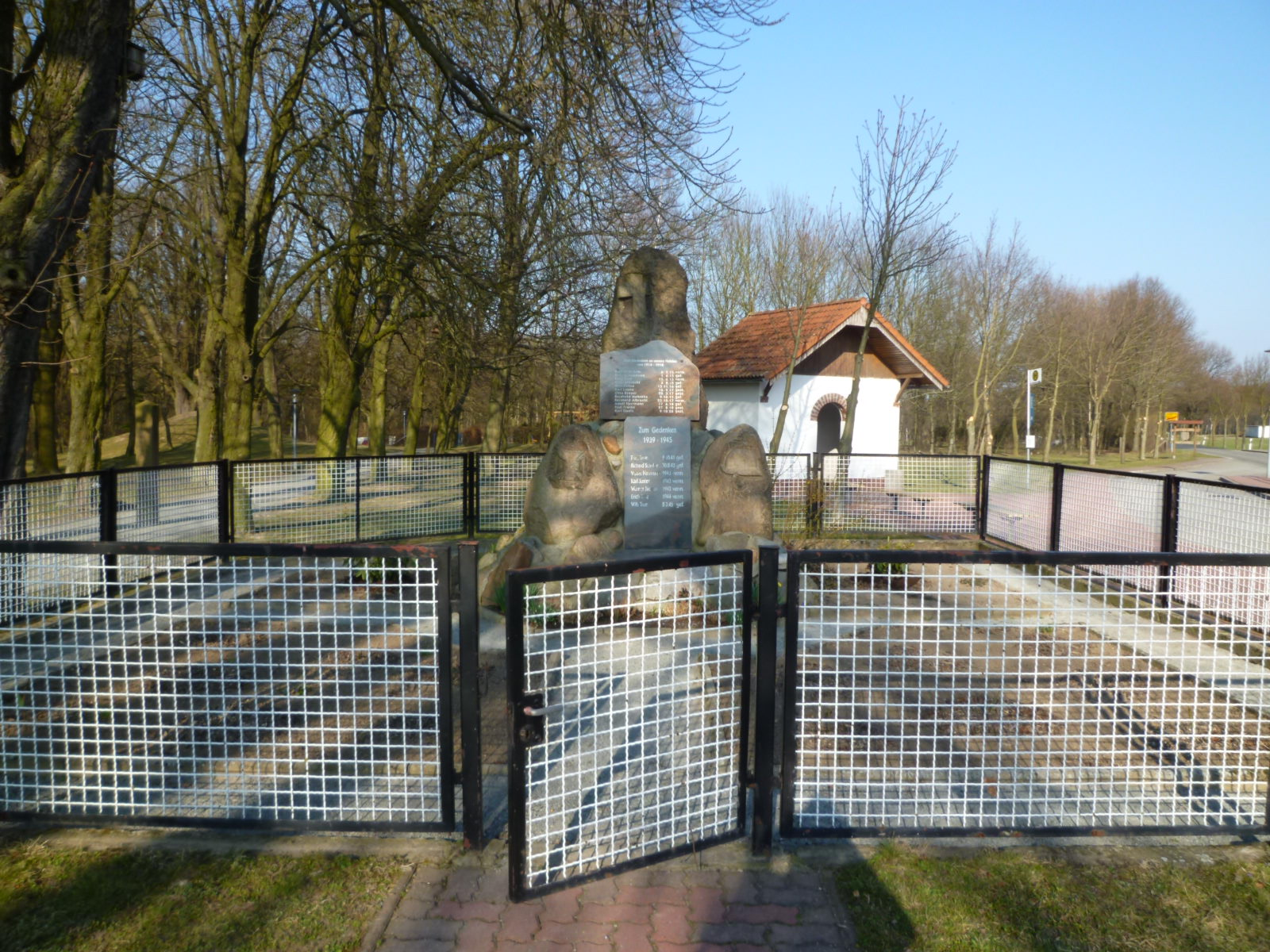
Kriegerdenkmal 2011

## Beschreibung
Das unweit vom Ortskern gelegene Denkmal für die Velsdorfer Kriegsopfer des Ersten und Zweiten Weltkriegs besteht aus mehreren grob behauenen Findlingsblöcken. Stahlhelm, Eisernes Kreuz und ein Lateinisches Kreuz sind als Verzierung angebracht, später kamen die Namen der Kriegsopfer auf Marmortafeln hinzu. 
Das mit einem Zaun eingefasste Denkmal mit kleiner Grünanlage ist durch seine eigenständige Gestaltung ortsprägend und einzigartig in der Gemeinde Calvörde.